# 袁則留
袁則留（1913年12月17日—1969年8月31日），台灣財經界要人，曾主持台灣證券交易所的籌備創建工作。
江蘇崇明人，會計師，曾任行政院美援會財務處長、台灣證券交易所籌備委員會總幹事、台灣證券交易所第一任總經理、證券管理委員會(該會現已改制併入行政院金融監督管理委員會)主任委員。在台灣籌備建立證券市場的初期，即擔任證券管理委員會委員，負責研究和策劃的工作。在台灣證券交易所的創辦過程中，袁則留先生受聘擔任台灣證券交易所籌備會總幹事，台灣早期的證券市場管理法規與台灣證券交易所初期的業務章制，大多出自其手。
袁則留先生早年畢業於上海光華大學商學院（1951年10月，該校與大夏大學合併為華東師範大學）,曾赴美國紐約大學工商管理研究院深造，在台灣證券市場的籌備過程中，曾多次被政府當局派往美國、加拿大、日本、歐洲各國考察資本市場運作，並曾在美國紐約證券交易所工作，對於證券交易的理論與實際運作，有深入的研究和廣泛的經驗。歷任各兵工廠會計處長、行政院物資供應局財務處長、中央信託局副理、行政院美援運用委員會財務處長、台灣證券交易所總經理、證券管理委員會主任委員。

## 個人簡歷

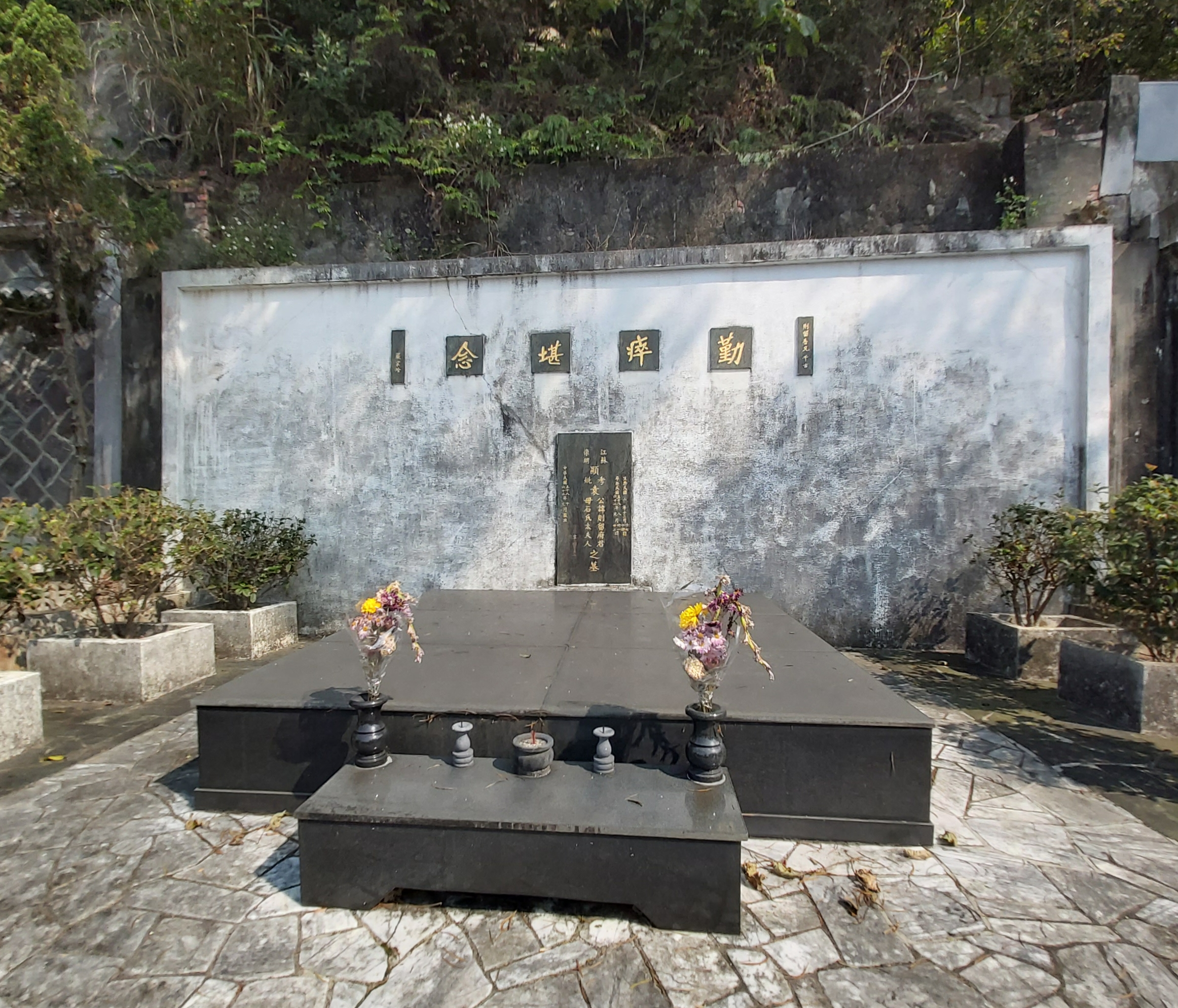
陽明山第一公墓內的袁則留墓

1950年，中華民國政府遷徙來台。1951年，美國政府以每年一億美元的數額重新援助台灣，袁則留當時擔任行政院美援運用委員會財務處長，負責審核管理美援資金的統籌運用。
1957年起，政府有意在台灣建立證券市場，曾遴派袁則留先生參加中美技術合作計畫，袁則留奉政府指派前往美國和加拿大考察證券市場管理，為時一年，對於美國和加拿大的證券管理法規，管理機關的組織功能，以及紐約等十餘個著名的證券交易所的作業實務，進行了詳盡深入的研究及考察，同時進入紐約大學工商管理研究院和紐約財務學院進修。
1959年，政府訂立十九點財經改革措施，為了促進資本形成，計畫成立證券市場。同年3月，經濟部邀請財經和法學界學者成立「建立證券市場研究小組」，計畫依據台灣實際環境，規劃建立證券市場藍圖，袁則留也應聘擔任小組委員，提供意見甚多。
1960年，經濟部證券管理委員會成立，袁則留應聘擔任該會委員。
1961年，袁則留奉派考察日本證券市場，回國後奉經濟部指派籌組台灣證券交易所。6月22日，籌設中的證交所舉行第一次發起人座談會，商定公司資本額為1千萬元，並通過籌備委員會組織辦法，推派臺灣銀行、交通銀行、中央信託局、中華開發公司、臺灣水泥公司、大同鋼鐵機械公司、遠東紡織公司等會員為證交所籌備委員會籌備委員。7月6日，台灣證券交易所籌備委員會正式成立，由臺灣水泥公司為主任委員，臺灣銀行為副主任委員，並聘請袁則留先生為籌備委員會總幹事，展開認股、策劃籌備等工作。10月23日，依法舉行發起人會議，選舉董事和監察人，7月底舉行第一屆第一次董事監察人聯席會議，會中選舉台泥公司辜振甫先生為董事長，並聘請袁則留先生為總經理，台灣證券交易所遂告成立，並於1962年2月9日正式開業。
1967年，再次赴美國及歐洲各國考察證券市場。
1968年9月，出任證券管理委員會主任委員。
1969年6月，因罹患肝癌，辭去證券管理委員會主任委員。
1969年8月31日，袁則留因肝癌病逝於臺北。

## 貢獻
台灣證券市場自規劃、籌設和發展各階段，袁則留先生始終參與其事，嗣負實際重任，不僅台灣證券交易制度的各種制度、法規和業務規章大都出自其手，政府有關證券管理的重要決策和措施，也大多採納其建議。袁則留先生自初次奉派出國考察證券管理，便深知證券市場為促進資本市場形成的有效工具。返國後就以推動創建證券市場為己任，寧願辭去美援會財務處長職務，將所學貢獻報國。袁則留返國後曾先後受聘任教於東吳大學、淡江大學等校，遺作主要有《現代企業問題研究報告：公司長期資金的理財技術》、《美國之證券金融》、《台灣證券市場檢討》等書，以及國內期刊文章多篇。台灣證券交易所前董事長趙觀白先生曾表示：「則留先生遇事堅持原則，勇於負責，往往擇善固執，力排眾議，不辭怨尤。處理問題必先作透徹的研析，甚多真知灼見，然後認真執行，不稍苟且。證券市場原多是非，但對則留先生一片熱忱為公，公論俱在，從未對其個人操行，稍有蜚言。余曾赴日本考察，日本證券界領袖皆對則留先生專業知識之淵博備致讚佩，則留先生之為證券學權威，不僅是同輩所公認，也為國際間所推崇」。